# Ruschia stricta
Ruschia stricta är en isörtsväxtart som beskrevs av L. Bol. Ruschia stricta ingår i släktet Ruschia och familjen isörtsväxter. Inga underarter finns listade i Catalogue of Life.